# Шолтанска флотила морнарице НОВЈ
Шолтанска флотила морнарице НОВЈ формирана је првих дана октобра 1944. са седиштем у Стоморској, у свом саставу имала је 4 патролна чамца ПЧ1, ПЧ2, ПЧ3 и ПЧ4; успостављањем IV поморског обалског сектора (ПОС) Шолтанска флотила је ушла у његов састав. Бродови Шолтанскe флотилe били су леути носивости 4—6 тона, брзине 7 чворова, наоружани са по 1 митраљезом од 8мм. Сваки патролни чамац имао је 4 члана посаде, с личним наоружањем (пушке и ручне бомбе). Команду флотиле сачињавали су командант и политички комесар. Патролни чамци били су распоређени: 2 у Стоморској, 1 у Рогачу и 1 у Маслиници. Вршили су патролну службу око острва у одређеним секторима и спречавали непријатељски поморски саобраћај кроз Шолтански канал. По наређењу Штаба IV ПОС ПЧ1 пребазиран је у Дрвеник, па је вршио патролну службу око Великог и Малог Дрвеника. У састав флотиле уврштен је 2. новембра ПЧ Ојдана наоружан 1 митраљезом. Приликом немачког искрцавања на Дрвеник, 9. новембра, 2 патролна чамца Шолтанска флотила, заједно са НБ (наоружани брод) 5 - Иван и НБ7—Енаре пребацили су појачање са Шолте, а затим су ноћу евакуисали Дрвеник. Том приликом посада је потопила у луци ПЧ1, јер се није могла пробити за Шолту. Осим патролирања, Шолтанска флотила је вршила пребацивање бораца, рањеника, збега и ратног материјала. Посебно је  учествовала у пребацивању са Шолте на копно Мосорског партизанског одреда и 9. далматинске бригаде (крајем новембра и почетком децембра). У саставу Фотиле 8. децембра били су ПЧ-Зора (2 митраљеза 8 мм и противтенковска пушка), ПЧ2, ПЧ3 и ПЧ4; бројно стање 20 људи (3 члана КПЈ и 7 чланова СКОЈ). Патролни чамци ПЧ—Зора и ПЧ4, у садејству са обалском батеријом на рту Ражањ (острво Брач), напали су 20. децембра испред Сплитских врата 2 немачка наоружана брода (ХЗ 8 и ХЗ 9), које је затим заробио британски чамац МТБ 649. Приликом немачког искрцавања на Шолту, 12. јануар 1944. Шолтанска флотила је евакуисала оток и повукла се у Вис. Ту је 20. јануара 1944. расформирана; патролни чамци ПЧ41 (ранији ПЧ3) и ПЧ42 (ранији ПЧ4) уврштени су у Вишку, а ПЧ53 Зора у Помоћну флотилу IV поморског обалског сектора.